# Anguipecten pacificus
Anguipecten pacificus is een tweekleppigensoort uit de familie van de Pectinidae. De wetenschappelijke naam van de soort is voor het eerst geldig gepubliceerd in 2002 door Dijkstra.